# 鷹鳥屋明
鷹鳥屋 明（たかとりや あきら、1985年3月26日 - ）は、日本の中東コーディネーター、作家。筑波大学 第一学群人文学類卒業。大分県大分市出身。卒業後に複数の転職を経て外交イベント、ビジネスを通じてアラブ、中東に深く関わる。2021年に「私はアラブの王様たちとどのように付き合っているのか？」(星海社新書)を執筆。

## 経歴
幼少の頃から歴史と機動戦士ガンダムや仮面ライダーをはじめとしたアニメ・漫画を好んでいた。
高校生の頃は陳舜臣の歴史小説の虜になり、更に歴史関連の書籍を数多く読むことで歴史学に興味を持つ。
歴史学を深く学ぶ為、筑波大学に進学。東洋史を専攻し中東の歴史の知識を深める。同時に機動戦士ガンダム等を語れる学友に恵まれ、アニメ・漫画にも造詣を深める。
大学卒業後は日立製作所に就職し、財務・経営企画の業務に携わる。

### 中東との関わり
2013年、Twitter(現X)で偶然見かけた外務省とサウジアラビア政府が主催する日本・サウジアラビア青年交流団のプログラムメンバーに応募して選ばれる。
お酒が飲めない体質で大学時代から苦労していた本人にとって、お酒と関わりのない中東は非常に居心地がよく、プログラムをきっかけに中東に夢中になる。その後もサラリーマンとして働きながら頻繁に中東に渡る。
知人の勧めでInstagramを始め、日本の観光名所に中東の民族衣装を着て映る写真を投稿をし、ミスマッチ感が中東の人から好評を受け、中東のフォロワーが増えていった。
プログラムで中東に渡ってから民族衣装も数多く集め、2023年現在では約70着を持ち、ほとんど全ての部族、種類を揃えるまでに至る。全ての民族衣装の違いを正確に把握しており、テレビ局や舞台への民族衣装の貸し出しも行い、元々のアニメ・漫画好きもあり、日本と中東のアニメ・漫画等の橋渡し役も担う。
2018年
- サウジアラビアの王族で2Pac・アウトロウズのクルーでもあったラッパーのナポレオンのエージェントから「会いたい」との連絡をもらい、半信半疑のまま別荘のあるモロッコへ向かい、VIP待遇を受ける[6]。

2019年
- サウジアラビアで行われた水木一郎とささきいさおのライブでは前準備から現地アテンドまで全て担当[1][13]。

2021年
- ニューズウィーク日本版 2021年8月10日/2021年8月17日号「特集：世界が尊敬する日本人100」の「Rest of the Best　国境を超えて世界を動かす逸材たち」に選出[14]。

2023年
- サウジアラビア政府観光事務局から産業促進担当の任命を受ける[15][16]。

## 人物
- TV番組等で「中東で一番有名な日本人」と取り上げられる事があるが、本人は駐サウジアラビア特命全権大使の岩井文男氏こそがその人であると考え、自らは「中東で一番(最も)有名な大分県民」、「中東で一番(最も)有名な日本人サラリーマン」と名乗っている。[1]
- カタールの王子とマリオット・ホテルのレストランでアニメ:『スレイヤーズ』の話で盛り上がり、続編に関して議論が白熱し、掴み合いのケンカになった経験がある[1]。
- モットーは「まともなプロフィールでふざけたことをやる」。そのために漫画・アニメ・中東の歴史等を常に研鑽を続け、「表面的な存在」にならないよう心がけている[1]。
- 中東に夢中になった最大の理由は「お酒が嫌だった」[1]。
- 夜中の2.3時に寝て朝遅く起きる中東の時差に合わせた生活をしている[17]。
- 中東やSNSでは『Shams Qamar(シャムス カマル)』を名乗る。由来は名前の「明」を「日」と「月」に分けてアラビア語に変えたもの[1]。
- 母の実家が鷹鳥屋神社で、ビジネスネームとして「鷹鳥屋 明」を名乗る[7]。

## 著書
- 『私はアラブの王様たちとどのように付き合っているのか?』星海社新書、2021年6月25日。ASIN B096VFXZB2。

## 連載
- 「鷹鳥屋 明の中東オタク見聞録」『月刊ニュータイプ』(2023年5月号 - )[18][19]

- 「中東で一番有名な大分県民・鷹鳥屋明の”体感的”歴史講座」『現代ビジネス』(2022年12月 - )[7]

- 「鷹鳥屋明氏カタールを語る」『日刊スポーツ』(2022年11月)[20]

- 「鷹鳥屋明 中東で一番有名な日本人」『PLANETS』(2017年5月 - 2020年2月)[21]

## 主なテレビ出演
- 羽鳥慎一モーニングショー (2017年3月9日、2017年11月21日 テレビ朝日)[22][23]

- ひるおび (2017年3月10日 TBSテレビ)[24]

- 白熱ライブ ビビット (2017年3月13日 TBSテレビ)[25]

- 情報プレゼンター とくダネ! (2017年3月13日 フジテレビ)[26]

- ワイド!スクランブル (2017年3月14日、2023年6月1日、2023年8月17日 テレビ朝日)[27][28][29]

- 情報ライブ ミヤネ屋 (2017年11月10日 読売テレビ)[30]

- 激レアさんを連れてきた。 (2021年8月30日 テレビ朝日)[31][32]

- 報道ライブ インサイドOUT (2022年4月22日 日本BS放送)[33]

- サンデー・ジャポン (2022年5月22日 TBSテレビ)[34]

- FOOT×BRAIN (2023年10月15日 テレビ東京)[35]